# Taiko
Un taiko (太鼓?   literalmente "gran tambor") es un tambor japonés, tocado con baquetas de madera denominadas bachi. Fuera de Japón, el término se refiere a los distintos tipos de tambores japoneses. Tambor en japonés se escribe 'wa-daiko' (和太鼓). Taiko también se refiere al relativamente reciente arte de ensamble musical de percusión taiko (en japonés, conocido como "kumi-daiko").
El taiko es empleado en muchos eventos festivos tradicionales de Japón, siendo en ocasiones el centro de atracción, como en el Bon Odori, una danza tradicional. Debido a su gran peso los japoneses suelen dejarlo fijo en un sitio (pesa lo mismo que un piano), para no tener que llevarlo con gran esfuerzo a otro lugar. Su peso oscila entre los 295 y 310 kilogramos. Ambos extremos están cubiertos por membranas, pero solo se percute de un lado con un grueso par de mazos de madera. Los que se ganan la vida gracias a este instrumento los transportan en carretas, y los más atrevidos, lo llevan a la espalda.

## Tipos de taiko
Los tambores taiko son clasificados en dos tipos de construcción. Byou-uchi daiko (de parches clavados en el cuerpo) y Tsukushime-daiko (de parches fijados en aros de metal y con cordones cosidos).
Los tambores Byou-uchi daiko son hechos de troncos ahuecados y no son afinables. Dentro de este grupo están los siguientes tambores:

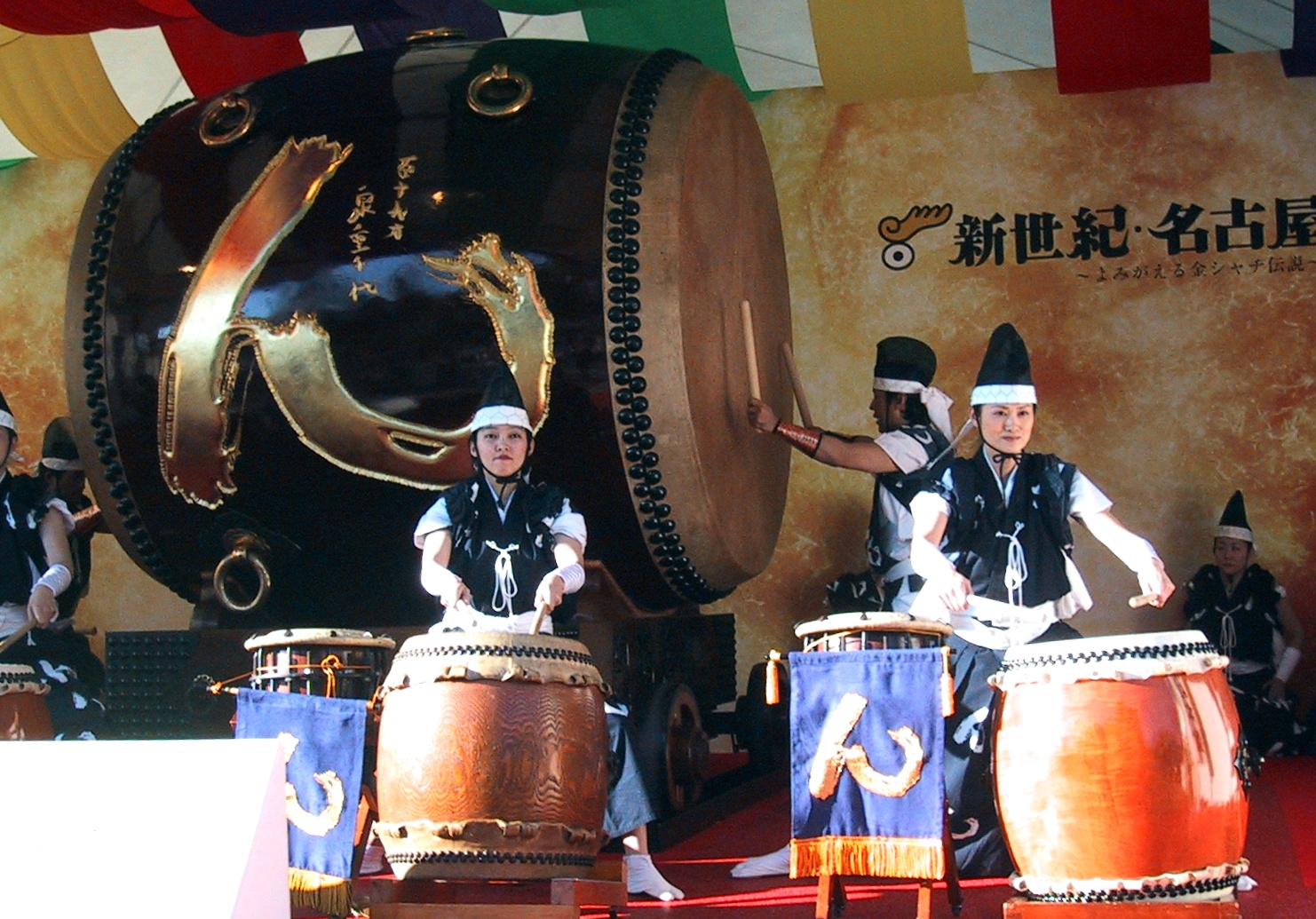
Odaiko de 2.4 m x 2.4 m y 3 tons., hecho de un árbol de 1200 años, y tambores nagado-daiko.

- nagado-daiko: tambor con cuerpo abarrilado, con medidas de 16"x20" a 30"x36"
- odaiko es el tambor más grande de taiko. Algunos de estos tambores son tan grandes que no se pueden mover y tienen su residencia en un templo o santuario
- hira-daiko: tambor plano colgante, 36"x14" a 60"x24"
- sumo-daiko: tambor pequeño abarrilado
- gangu-daiko: tambor pequeño para niños o regalos

Los tambores tsukeshime-daiko están disponibles en variedad de tipos y son afinables. Ese tipo de taiko es tensionado en sus cuerdas antes de cada ejecución. El cuerpo puede ser de una sola pieza de tronco o de estacas. Dentro de este grupo están los siguientes tambores:
- shime-daiko: con forma de un tambor redoblante, con varios tamaños de 14"x6" a 16"x9"
- hayashi-daiko: tambor brevemente más largo que el shime-daiko
- tsuzumi: mediano tambor con cuerpo en forma de reloj de arena
- okedo-daiko: tambor con cuerpo de cilindro con tamaños de 24"x24" a 60"x96"
- katsugi-daiko: tambor con cuerpo de cilindro, más ligero que el okedo-daiko, de 14"x14" a 18"x16"

## Historia del taiko
Junto al uso guerrero de los tambores taiko en el Japón antiguo, estos instrumentos también establecieron una fuerte fundación en el estilo de música de corte conocida como Gagaku, el cual es uno de los más viejos estilos musicales de corte que todavía se toca en el mundo.
El taiko actual fue establecido en 1951 por Daihachi Oguchi, quien es acreditado con formar el primer ensamble de taiko moderno referido como kumi-daiko y de empezar la popularidad moderna de los conciertos de taiko. Daihachi Oguchi fue primero conocido por sus interpretaciones de batería en el jazz. Para su idea de reunir un conjunto de tambores japoneses, se inspiró en la batería de jazz, juntando tambores de varios tamaños, formas y tonalidades.